# ラファエラ・グロメス
ラファエラ・グロメス（ドイツ語：Raphaela Gromes、1991年3月16日-）は、ドイツのチェリスト。
日本のエージェントは、プロ アルテ ムジケに所属。

## 来歴
ラファエラ・グロメスは、ドイツのミュンヘン生まれ。4歳より母からチェロを習い始めた。2005年にフリードリヒ・グルダ作曲の「チェロと吹奏楽のための協奏曲」を演奏してソロデビュー。以降、ドヴォルザーク、シューマン、エルガー、チャイコフスキー、ハイドン、サン=サーンス、ブラームス、ベートーベンといった主要なチェロ協奏曲を演奏している。
2006年からフェリックス・メンデルスゾーン・バルトルディ音楽演劇大学ライプツィヒでペーター・ブルンズに、2010年からミュンヘン音楽・演劇大学でウェン・シン・ヤンに、のちウィーン国立音楽大学でラインハルト・ラツコに師事する。また、マスタークラスでダヴィッド・ゲリンガス、ヨーヨー・マ、フランス・ヘルメルソン、イェンス＝ペーター・マインツ、ラースロー・フェニュー、ダニエル・ミュラー＝ショット、クリスティン・フォン・デア・ゴルツ、ヴォルフガング・ベッチャー、アンナー・ビルスマ、ウォルフガング・エマニュエル・シュミットなどからも学ぶ。
2012年、ガルミッシュ=パルテンキルヒェンにおいて開催された「リヒャルト・シュトラウス・フェスティバル 若手演奏家のためのコンクール」、（チェロ部門）、2013年にイタリアトリノの国際フィオリンドコンクール（室内楽部門）、2016年にドイツ音楽コンクール（チェロ独奏部門）で各々優勝した。
2016年にFaro Classicsから初レコーディングを行った後、2017年9月にソニー・クラシカルの専属アーティストとして初のアルバム「セレナータ・イタリアーナ」をリリース。後期ロマン派の作曲家ジュゼッペ・マルトゥッチ、レオーネ・シニガーリャ、フェルッチョ・ブゾーニ、マリオ・カステルヌオーヴォ=テデスコによるチェロとピアノの二重奏作品を、編曲家でピアニストのユリアン・リーム（ドイツ語：Julian Riem）と収録。ヨーヨー・マから「個性的な魅力があり、大胆な好奇心とエナジーを備えている」と評され 、以後、ピアノとのデュオ活動やその録音の多くをリームと行っている。
2018年11月には、ソニー・クラシカルのセカンド・アルバム「オマージュ・ア・ロッシーニ」をリリース、2019年5月にはオッフェンバック生誕200周年を記念してサード・アルバム「オッフェンバック」をリリースし、ドイツのクラシック音楽業界で最も権威のある賞のひとつ「オーパス・クラシック（Opus Klassik）」において「2020年最優秀録音賞（室内楽二重奏部門）」を受賞した。
2020年2月には、リヒャルト・シュトラウス：チェロ・ソナタ（初稿版を世界初録音）を、同年10月にはロベルト・シューマンのチェロ協奏曲と世界初録音となるユリウス・クレンゲルのチェロ協奏曲第3番を収録した「ロマンティック・コンチェルト」をリリースした。
2021年10月には、想像力豊かな音楽、物語に基づいた音楽として「おとぎ話」に関連した作品を選んだアルバム「イマジネーション」をリリース。チャイコフスキーのバレエ音楽「眠れる森の美女」のワルツ、シューマンの「おとぎ話」、フンパーディンクの有名なおとぎ話のオペラ「ヘンゼルとグレーテル」から「夕べの祈り」などを収録している。
2023年1月には、クララ・シューマン、ポリーヌ・ガルシア=ヴィアルド、エイミー・ビーチ、フローレンス・プライス、ナディア・ブーランジェ、レイチェル・ポートマン、レーラ・アウエルバッハなど女性作曲家23人の楽曲を収録した作品集「ファム ～ 女性作曲家たちの肖像」（原題：Femmes）をリリース、本作は初の日本盤CDアルバムも発売された。グロメスは今後も女性作曲家に着目するプロジェクトを継続するとしている。
2023年12月、グロメスがコンサートのためウクライナのキーウを訪れ、ウクライナ国立交響楽団とその首席指揮者ヴォロディミール・シレンコとともに、ドヴォルザークのチェロ協奏曲を演奏した際にインスピレーションを得て、2024年2月に同じ楽団及び指揮者で、ドヴォルザークのチェロ協奏曲のほか、ヴァレンティン・シルヴェストロフの「ウクライナへの祈り」など、ウクライナ人作曲家による楽曲を収録した。
音楽ストリーミングサービスによる配信も意欲的に取り組んでおり、その録音は久石譲の「人生のメリーゴーランド」（ハウルの動く城）、エンニオ・モリコーネの「ニュー・シネマ・パラダイス」、ウォルト・ディズニー・ピクチャーズによるアニメ映画「美女と野獣」のテーマなど多岐にわたっている。上述のユリアン・リームが編曲するクラシック音楽の編曲版においては、2023年にはラヴェルの「マ・メール・ロワ」やラフマニノフの「ヴォカリーズ」（生誕150周年記念）などピアノ三重奏版を配信し、2024年にはケルン在住のピアニスト、オルガ・シェプスと組み、ショパンのノクターンをデュオで収録し、6曲からなるEP盤を配信している。
2025年5月に初来日し、読売日本交響楽団の東京定期公演及び横浜定期公演で、ドヴォルザークのチェロ協奏曲を、そのアンコールとして読響チェロメンバーらとウクライナ人作曲家・ハンナ・ハヴリレツ作曲の「トロパリオン ― 聖母マリアへの祈り」を演奏した。

## 慈善活動
子供の人権保護のために活動するドイツ拠点の国際非政府組織・SOS子供の村の文化大使、白血病から生還した世界的テノール歌手のホセ・カレーラスによって設立されたホセ・カレーラス国際白血病財団の大使を務めている。

## 使用楽器
長年の支援者から贈られた、イタリアの弦楽器製作者カルロ・ベルゴンツィ（弦楽器製作者）（1683–1747）が1740年ごろに製作したチェロを使用。

## ディスコグラフィー
- 2014年  リヒャルト・シュトラウス：チェロ・ソナタ、ロマンス、メンデルスゾーン：チェロ・ソナタ第２番［ライブ録音］（Farao Classics）
- 2014年  ヴァイオリンとチェロのための二重奏曲集［ヴァイオリン：Amelie Böckheler］（Doris Schwarzer Records）
- 2017年 「セレナータ・イタリアーナ」チェロ作品集（ソニー・クラシカル）
- 2018年 「オマージュ・ア・ロッシーニ」（ソニー・クラシカル）
- 2019年 「オッフェンバック」チェロとピアノのための作品集（ソニー・クラシカル）
- 2020年  リヒャルト・シュトラウス：チェロ・ソナタ［初稿版］、チェロとピアノによる歌曲集（ソニー・クラシカル）
- 2020年 「ロマンティック・コンチェルト」シューマン：チェロ協奏曲、クレンゲル：チェロ協奏曲第3番（ソニー・クラシカル）
- 2021年 「イマジネーション」（ソニー・クラシカル）
- 2023年 「ファム ～ 女性作曲家たちの肖像」（ソニー・クラシカル）
- 2023年 「Animated Movie Classics」（ソニー・クラシカル）[ストリーミング用録音]
- 2024年 「ショパン・ノクターン」（ソニー・クラシカル）[ストリーミング用録音・EP盤、ピアノ：オルガ・シェプス]
- 2024年  ドヴォルザーク：チェロ協奏曲、シルヴェストロフ：ウクライナへの祈り、他（ソニー・クラシカル）